# Composition des équipes du Championnat de France masculin de handball 2018-2019
Cet article liste la composition des équipes participantes au Championnat de France masculin de handball 2018-2019,.
L'âge, le club, le nombre de sélections et le nombre de buts sont en date du 5 septembre 2018, date de la première journée du championnat.
Remarque :  et  indiquent des arrivées ou des départs en cours de saison.

## Principaux transferts
Parmi l'ensemble des transferts, une liste non exhaustive des principaux transferts de l'intersaison est :
| Nat. | Joueur                | Champ. | Club 2017-2018       | Champ. | Club 2018-2018      |
| ---- | --------------------- | ------ | -------------------- | ------ | ------------------- |
|      | Kim Ekdahl Du Rietz   |        | Rhein Neckar Löwen   |        | Paris Saint-Germain |
|      | Ludovic Fabregas      |        | Montpellier Handball |        | FC Barcelone        |
|      | Raúl González (Entr.) |        | Vardar Skopje        |        | Paris Saint-Germain |
|      | Artsem Karalek        |        | Saint-Raphaël VHB    |        | KS Kielce           |
|      | Viran Morros          |        | FC Barcelone         |        | Paris Saint-Germain |
|      | Valero Rivera         |        | FC Barcelone         |        | HBC Nantes          |

À noter que les trois clubs français ayant terminé aux trois premières places en Ligue des champions (Montpellier, Nantes et Paris) ont peu modifié leurs effectifs. 
De plus, un certain nombre de joueurs emblématiques du championnat, que ce soit par leur durée dans un club ou leur palmarès, ont annoncé leur retraite sportive:
Wissem Hmam, Geoffroy Krantz, Slaviša Đukanović, Aurélien Abily, Benjamin Gille, Grégoire Detrez, François-Xavier Chapon, Guillaume Saurina, Michael Grocault et Daniel Narcisse.

## Transferts par club

### Pays d'Aix UCH
Transferts
| Arrivées - Morten Bjørnshauge (Pivot, KIF Copenhague, ) - Martin Larsen (Arr. droit, Aalborg Håndbold, ) - Anders Lynge (Gardien, KIF Copenhague, ) - Yanis Lenne (Ail. droit, prêt jusqu'en décembre, FC Barcelone, ) - Philip Stenmalm (Arr. gauche, KIF Copenhague, ) | Départs - Hugo Cochard (Ailier gauche, Martigues Handball) - Sergiy Onufriyenko (Arr. droit, C' Chartres) - Ali Zein (Arr. gauche, Charjah, ) - Noah Gaudin (10/2018, demi-centre, Cesson Rennes) - Théo Derot (Arr. gauche, Istres Provence Handball, 02/2019) |

### Cesson Rennes
Transferts
| Arrivées - Alexandru Bucătaru (Gardien de but, CS Minaur Baia Mare, ) - Luka Mitrović (Demi-centre, RK Celje, ) - Jean-Jacques Acquevillo (Arr. gauche, Saran Loiret Handball) - Dominik Kalafut (Pivot, TSV Hannover-Burgdorf, ) - Michał Szyba (Arr. droit, Kadetten Schaffhouse, ) - Christian Gaudin (Entr., sans club) - Noah Gaudin (10/2018, demi-centre, Pays d'Aix UCH) - Rudolf Faluvégi (Arr. gauche, HBC Nantes, 02/2019) | Départs - Arber Qerimi (Demi-centre, RK Zagreb, ) - Lars Jakobsen (Arr. gauche, AEK Athènes, ) - Jakub Mikita (Arr. gauche, Vecsés SE, ) - Florian Delecroix (Arr. droit, HBC Nantes) - Kévin Bonnefoi (Gardien de but, Fenix Toulouse Handball) - Mathieu Lanfranchi (Pivot, Fin de carrière) - Guðmundur Helgason (Arr. gauche, Vienne-Ouest, ) - Simon Ooms (Pivot, Sélestat Alsace Handball) - Bruno Kozina (Arr. gauche, Inconnu) |

### Chambéry SMB HB
Transferts
| Arrivées - Alejandro Costoya (Arr. gauche, CB Ademar León, ) - Gerdas Babarskas (Arr. gauche, SG BBM Bietigheim, ) - Benjamin Richert (Ailier droit, US Créteil) - Arthur Anquetil (Ailier gauche, Sélestat Alsace Handball) - Érick Mathé (entraîneur, Montpellier Handball) | Départs - Sandro Obranović (Demi-centre, HC Meshkov Brest, ) - Baptiste Malfondet (Ailier gauche, Limoges Hand 87) - Amine Bannour (Arr. droit, Dinamo Bucarest, ) - Benjamin Gille (Demi-centre, Fin de carrière) |

### Dunkerque HGL
Transferts
| Arrivées - Matic Suholežnik (Pivot, RK Celje, ) - Diego Piñeiro (Pivot, CB Ademar León, ) - Reinier Taboada (Arr. gauche, Artística Avanca, ) - Samir Bellhacene (Gardien de but, Massy Essonne Handball) - Dylan Garain (Arr. gauche, USAM Nîmes Gard, 02/2019) | Départs - William Annotel (Gardien de but, Limoges Hand 87) - Nicolas Nieto (Pivot, USAM Nîmes Gard) - Alexandro Pozzer (Pivot, CSM Bucarest, ) - Mickaël Grocaut (Pivot, Fin de carrière) - Dylan Garain (Arr. gauche, USAM Nîmes Gard) - Jeffrey M'Tima (Ail. gauche, destination inconnue) |

### Istres Provence Handball
Transferts
| Arrivées - Théo Laguillaumie (Ailier droit, Besançon GBDH) - Andréa Guillaume (Ailier droit, Saran Loiret Handball) - Aleksandar Stojanović (Arr. droit, Antalyaspor, ) - Erwin Feuchtmann (Arr. gauche, VfL Gummersbach, ) - Junior Tuzolana (Ailier gauche, HBC Nantes) - Gasper Hrastnik (Arr. droit, CSM Bucarest, , 02/2019) - Théo Derot (Arr. gauche, Pays d'Aix UC, 02/2019) | Départs - Benjamin Massot-Pellet (Ailier droit, Martigues Handball) - Niels Perronneau (Ailier droit, Inconnu) - Nuno Gonçalves (Arr. gauche, Massy Essonne Handball) |

### US Ivry
Transferts
| Arrivées - Mate Šunjić (Gardien de but, CSM Bucarest, ) - Linus Persson (Arr. droit, HK Malmö, ) - Yoel Cuni Morales (Arr. droit, FC Porto, ) - Michal Kopco (Pivot, Sporting CP Lisbonne, ) - Sébastien Quintallet (Entraîneur, Pontault-Combault Handball) - Johan Boisedu (Arr. gauche, CB Cangas, , 02/2019) | Départs - Oussama Hosni (Ailier droit, Pontault-Combault) - Enzo Jean-Louis (Arr. droit, Pontault-Combault) - Sacha Bouchillou (Pivot, Besançon GBDH) - Micke Brasseleur (Arr. droit, USAM Nîmes Gard) - Youssef Benali (Pivot, C' Chartres) - François-Xavier Chapon (Gardien de but, Fin de carrière) - Fabien Ruiz Margaria (Arr. gauche, US Créteil) - Rastko Stefanovič (Entraîneur, sans club) - Yosdany Rios (Arr. gauche, Limoges Hand 87, 02/2019) |

### Montpellier Handball
Transferts
| Arrivées - Fredric Pettersson (Pivot, Fenix Toulouse Handball) | Départs - Ludovic Fabregas (Pivot, FC Barcelone, ) - Aymen Toumi (Ailier droit, Inconnu) |

### HBC Nantes
Transferts
| Arrivées - Valero Rivera (Ailier gauche, FC Barcelone, ) - Florian Delecroix (Arr. droit, Cesson Rennes) - Kevin Bonnefoi (Gardien de but, Fenix Toulouse Handball, 02/2019) | Départs - Guillaume Saurina (Arr. gauche, Fin de carrière) - Jerko Matulić (Ailier droit, KS Azoty-Puławy, ) - Junior Scott (Arr. gauche, CB Logroño, ) - Senjamin Burić (Pivot, RK Zagreb, ) - Dominik Klein (Ailier gauche, Fin de carrière) - Rudolf Faluvégi (Arr. gauche, Cesson Rennes, 02/2019) |

### USAM Nîmes Gard
Transferts
| Arrivées - Micke Brasseleur (Arr. droit, US Ivry) - Nicolas Nieto (Pivot, Dunkerque HGL) - Dylan Garain (Arr. gauche, Dunkerque HGL) | Départs - Hichem Kaabeche (Pivot, Pontault-Combault) - Tomi Vozab (Demi-centre, Nexe Našice, ) - Ásgeir Örn Hallgrímsson (Arr. droit, Haukar Hafnarfjörður, ) - Dylan Garain (Arr. gauche, Dunkerque HGL, 02/2019) |

### Paris SG
Transferts
| Arrivées - Viran Morros (Arr. gauche, FC Barcelone, ) - Henrik Toft Hansen (Pivot, SG Flensburg-Handewitt, ) - Kim Ekdahl du Rietz (Arr. gauche, Rhein Neckar Löwen, ) | Départs - Daniel Narcisse (Arr. gauche, Fin de carrière) - Henrik Møllgaard (Arr. gauche, Aalborg Håndbold, ) - Jesper Nielsen (Pivot, Rhein-Neckar Löwen, ) - Jovo Damjanović (Pivot, RK Železničar Niš, ) |

### Pontault-Combault
Transferts
| Arrivées - Théo Avelange-Demouge (Ailier droit, Besançon GBDH) - Bastien Khermouche (Pivot, JS Cherbourg) - João Moniz (Gardien de but, CF Os Belenenses, ) - Hichem Kaabeche (Pivot, USAM Nîmes Gard) - Enzo Jean-Louis (Arr. droit, US Ivry) - Oussama Hosni (Ailier droit, US Ivry) - Pierre-Yves Ragot (Demi-centre, CS Minaur Baia Mare, ) - Chérif Hamani (Entraîneur, JS Cherbourg) - Hamza Kablouti (Arr. gauche, Étoile du Sahel, , 02/2019) | Départs - Alejandro Romero (Gardien de but, FC Porto, ) - Grigorios Ioannou (Ailier droit, Grenoble SMH38) - Vincent Moreno (Ailier droit, HBC Livry-Gargan) - Valentin Aman (Pivot, US Créteil) - Aurélien Tchitombi (Demi-centre, C' Chartres) - Sébastien Quintallet (Entraîneur, US Ivry) - Gonçalo Ribeiro (Demi-centre, Metalurg Skopje, , 10/2018) |

### Saint-Raphaël VHB
Transferts
| Arrivées - Vadim Gaïdoutchenko (Demi-centre, Dinamo Bucarest, ) - Jérémy Toto (Pivot, US Créteil) | Départs - Artsem Karalek (Pivot, KS Kielce, ) - Wissem Hmam (Arr. gauche, Fin de carrière) - Geoffroy Krantz (Arr. gauche, Fin de carrière) - Aurélien Abily (Arr. gauche, Fin de carrière) |

### Fenix Toulouse
Transferts
| Arrivées - Henrik Jakobsen (Pivot, GOG Håndbold, ) - Markus Olsson (Arr. gauche, Skjern Håndbold, ) - Kévin Bonnefoi (Gardien de but, Cesson Rennes) | Départs - Fredric Pettersson (Pivot, Montpellier Handball) - Vladimir Perisić (Gardien de but, Sélestat Alsace Handball) - Romain Ternel (Demi-centre, Limoges Hand 87) - Kasper Kisum (Arr. gauche, Nordsjælland Håndbold, ) - Kevin Bonnefoi (Gardien de but, HBC Nantes, 02/2019) - Nemanja Ilić (Ailier gauche, FC Barcelone, , prêt, 02/2019) |

### Tremblay-en-France
Transferts
| Arrivées - Pedro Portela (Ailier droit, Sporting CP Lisbonne, ) - Darko Arsić (Gardien de but, Metaloplastika Šabac, ) - Marouan Chouiref (Pivot, Göztepe, ) - Henrik Olsson (Demi-centre, Ricoh HK, ) - Felipe Borges (Ailier gauche, Sporting CP Lisbonne, ) | Départs - Marius Sadoveac (Arr. droit, CSU PM Timișoara, ) - Nils Dresrüsse (Gardien de but, VfL Eintracht Hagen, ) - Jérémie Courtois (Pivot, Saran Loiret Handball) - Alexandre Tomas (Ailier droit, Caen Handball) - Jordan Pitre (Ailier gauche, Valence Handball) |